# Liste der Kulturdenkmäler in Zell (Bensheim)
Die folgende Liste enthält die in der Denkmaltopographie ausgewiesenen Kulturdenkmäler auf dem Gebiet des Ortsteils Zell der  Stadt Bensheim, Landkreis Bergstraße, Hessen.
Hinweis: Die Reihenfolge der Denkmäler in dieser Liste orientiert sich an der Anschrift, alternativ ist sie auch nach der Bezeichnung, der vom Landesamt für Denkmalpflege vergebenen Nummer oder der Bauzeit sortierbar.
Kulturdenkmäler werden fortlaufend im Denkmalverzeichnis des Landes Hessen durch das Landesamt für Denkmalpflege Hessen auf Basis des Hessischen Denkmalschutzgesetzes (HDSchG) geführt. Die Schutzwürdigkeit eines Kulturdenkmals hängt nicht von der Eintragung in das Denkmalverzeichnis des Landes Hessen oder der Veröffentlichung in der Denkmaltopographie ab.

Über die Spalte Objekt-Nr. kann die Beschreibung beim Landesamt für Denkmalpflege eingesehen werden.
| Bild            | Bezeichnung                                    | Lage                                                                                      | Beschreibung | Bauzeit                      | Objekt-Nr. |
| --------------- | ---------------------------------------------- | ----------------------------------------------------------------------------------------- | --- | ---------------------------- | ---------- |
| Bild gesucht BW | Gesamtanlage Mittlerer Bereich                 | Zell, Gronauer Straße 107–113, 110–116 Lage                                               | Im mittleren Bereich des Straßendorfes Zell befindet sich eine Konzentration siedlungshistorisch interessanter Hofreiten. | ab 18. Jahrhundert           | 922 DDB    |
| Bild gesucht BW | Gesamtanlage Östlicher Bereich (Bäckerviertel) | Zell, Gronauer Straße 141–147, 150–156 Lage                                               | Eine Ansammlung von siedlungs- und baugeschichtlich wertvollen Hofreiten. Diese zieht sich S-förmig am östlichen Dorfende entlang des Meerbaches. | frühes 19. Jahrhundert       | 923 DDB    |
| weitere Bilder  | Hofanlage                                      | Zell, Gronauer Straße 48 LageFlur: 2, Flurstück: 88/4                                     | Die modernisierte Hofanlage besteht aus dem im Hof platzierten Wohnhaus und der giebelständig zur Straße vorstoßenden Stallscheune. Das Wohnhaus ist zweigeschossig auf hohem Sandsteinsockel errichtet. Das Erdgeschoss ist in Ziegelmauerwerk, das Obergeschoss in konstruktivem Fachwerk errichtet und das Krüppelwalmdach hat Biberschwanzdeckung. | um 1780                      | 891 DDB    |
| weitere Bilder  | Hofanlage                                      | Zell, Gronauer Straße 55/57 LageFlur: 2, Flurstück: 72                                    | Stark modernisierte Hofanlage mit Fachwerkwohnhaus, Scheune uns Backhaus. Erdgeschoss des Wohnhauses massiv, das Obergeschoss mit Fachwerk aus der Zeit um 1700 mit kräftigen Eckständern und giebelseitigen Feuerbockmotive, Abschluss aufgeschobenes Satteldach. | um 1700 und 1800             | 893 DDB    |
| weitere Bilder  | Hofreite                                       | Zell, Gronauer Straße 56 LageFlur: 2, Flurstück: 91/11                                    | Hofreite aus giebelständigem Wohnhaus und giebelständiger Stallscheune. Das Wohnhaus ist als eingeschossiger Fachwerkbau mit Satteldach ausgeführt und die Scheue ist aus Bruchsteinen errichtet. | erste Hälfte 19. Jahrhundert | 892 DDB    |
| Wohnhaus        | Wohnhaus                                       | Zell, Gronauer Straße 62 LageFlur: 2, Flurstück: 103                                      | Zweigeschossiges Wohnhaus mit erneuertem Erdgeschoss. Das Obergeschoss in Fachwerk mit Mann-Konfigurationen, zwei Drittel hohe Malkreuze, Andreaskreuze, durchkreuzte Rauten, geschnitzte Winkelhölzer und profilierte Schwellen. | um 1600                      | 894 DDB    |
| Wohnhaus        | Wohnhaus                                       | Zell, Gronauer Straße 64 LageFlur: 2, Flurstück: 97/2                                     | Zweigeschossiges, giebelständiges, verputztes Wohnhaus. Errichtet mit auf hohem Keller, mit massivem Erdgeschoss und Obergeschoss in Fachwerk, das Satteldach seitlich aufgeschoben. | 1782                         | 895 DDB    |
| weitere Bilder  | Gastwirtschaft „Vetters Mühle“                 | Zell, Gronauer Straße 73 LageFlur: 2, Flurstück: 51/3                                     | Heute als Ausflugslokal genutztes ehemalige Mühle. Das heutige Gaststättengebäude war das Wohnhaus des Mühlenanwesens, ausgeführt in zweigeschossiger Bauweise mit massivem Erdgeschoss und konstruktivem Fachwerkobergeschoss. Das Satteldach hat heute Schleppgaupen. | um 1800                      | 921 DDB    |
| Hofanlage       | Hofanlage                                      | Zell, Gronauer Straße 76 LageFlur: 2, Flurstück: 110/1                                    | Kleinbäuerliche dreiflügelige, gut erhaltene Hofanlage. Wohnhaus eingeschossig über hohem, massivem Kellergeschoss, das Fachwerk eng gitterartig, der Satteldachgiebel dekorativ mit Profilierung. Parallel zum Wohnhaus, die giebelständige, massiv errichtete Scheune mit hofseitig weit heruntergezogenem Dach. | 1879                         | 920 DDB    |
| Wohnhaus        | Wohnhaus                                       | Zell, Gronauer Straße 84 LageFlur: 2, Flurstück: 46/4                                     | Traufständiges Wohnhaus einer ehemaligen Hofreite mit massivem, hohem Kellergeschoss, Fachwerkhauptgeschoss und Satteldach. Das Fachwerk sehr schlicht mit teilweise gekrümmten Streben. | 1641 und 1841                | 898 DDB    |
| Ehem. Schule    | Ehem. Schule                                   | Zell, Gronauer Straße 85 LageFlur: 2, Flurstück: 49/3                                     | Schulgebäude errichtet nach Plänen des Kreistechnikers Eichler. Der langgestreckte, traufständige Putzbau ist zweigeschossig mit Krüppelwalmdach. Der Sockel wurde in gelbem Sandstein und die Kanten sowie die Fensterumrahmungen in Backstein ausgeführt. Bis 1975 als Schule genutzt, heute Wohnhaus. | 1884–85                      | 896 DDB    |
| Tagelöhnerhaus  | Tagelöhnerhaus                                 | Zell, Gronauer Straße 88 LageFlur: 2, Flurstück: 44/5                                     | Bescheidenes, giebelständig Tagelöhnerhaus mit quadratischem Grundriss. Gebäude mit massivem Sockelgeschoss und einem Fachwerkgeschoss in schlichter, konstruktiver Form mit Satteldach. | 1852                         | 897 DDB    |
| weitere Bilder  | Ehem. Rat- und Schulhaus                       | Zell, Gronauer Straße 96 LageFlur: 2, Flurstück: 1/1                                      | Gebäude traufständig an der Ortsdurchgangsstraße. Im massiven Erdgeschoss befindet sich heute eine Bankfiliale. Das Fachwerkobergeschoss ist geringfügig überstehende mit profilierten Schwellen. Das Fachwerk mit Mann-Figurationen sowie überkreuzten Rauten und zwei fränkische Erkern. Ein Dachreiter mit Spitzhelm und Glocke auf dem Satteldach stammt aus dem Jahr 1947. | 1613                         | 913 DDB    |
| Hofanlage       | Hofanlage                                      | Zell, Gronauer Straße 101, Meerbach LageFlur: 1, 2, Flurstück: 316/4, 519                 | Typische schmale Hofanlage am Meerbach. Das giebelständige Wohnhaus ist zweigeschossig mit hohem Sockel und hat ein Satteldach. Der zu vermutende Fachwerkbau ist im Erdgeschoss verputzt, das Obergeschoss sowie der Giebel sind verschindelt. Die rechtwinklig zum Wohnhaus stehende Fachwerkscheune ebenfalls mit Satteldach. | um 1800                      | 915 DDB    |
| weitere Bilder  | Wohnhaus                                       | Zell, Gronauer Straße 104 LageFlur: 2, Flurstück: 18                                      | Giebelständiges Wohnhaus an Ortsdurchgangsstraße. Das erneuerte Erdgeschoss ist massiv, das Obergeschoss mit konstruktiven, schmucklosen Fachwerk, Abschluss mit steilem Satteldach. | Mitte 18. Jahrhundert        | 899 DDB    |
| weitere Bilder  | Hofanlage                                      | Zell, Gronauer Straße 107, Meerbach LageFlur: 1, Flurstück: 302/1, 385                    | Zur Straße offene, dreiseitige Hofanlage. Giebelständiges Wohnhaus komplett in konstruktivem Fachwerk mit profilierter Geschossschwelle. Gegenüber die ebenfalls giebelständige Scheune teilweise in Granit ausgeführt. Die Zufahrt zum Hof erfolgt über eine korbbogige Granitbrücke über den Meerbach. | Frühes 19. Jahrhundert       | 900 DDB    |
| weitere Bilder  | Wohnhaus                                       | Zell, Gronauer Straße 109 LageFlur: 1, Flurstück: 301                                     | Giebelständiges Wohnhaus einer ehemaligen Hofanlage. Erdgeschoss weitgehend massiv erneuert, das Obergeschoss im schmucklosen Fachwerk des 18. Jahrhunderts. Wirkt vor allen zusammen mit den Nachbarhäusern. | 1748                         | 901 DDB    |
| Wohnhaus        | Wohnhaus                                       | Zell, Gronauer Straße 110 LageFlur: 1, Flurstück: 280/1                                   | Hakenhof von 1849. Das giebelständig Wohnhaus auf massiven hohen Sockel als eingeschossiger, gestelzter Fachwerkbau ausgeführt. Das Fachwerk in enger Hölzerstellung mit kräftigen Eckständern. Das Satteldach über leicht vorstehender, profilierter Giebelschwelle. | 1849                         | 902 DDB    |
| weitere Bilder  | Wohnhaus                                       | Zell, Gronauer Straße 111 LageFlur: 1, Flurstück: 286                                     | Das giebelständige Wohnhaus einer Winkelhofanlage ist im Erdgeschoss massiv und im Obergeschoss als Fachwerk mit kräftigen Eckständern und Andreaskreuzen bzw. Wickelhölzern in einigen Brüstungsflächen sowie einem Satteldach mit Aufschiebling ausgeführt. | 18. Jahrhundert              | 903 DDB    |
| Hofreite        | Hofreite                                       | Zell, Gronauer Straße 116 LageFlur: 1, Flurstück: 275                                     | Typische kleinbäuerliche Hofreite mit giebelständigem Wohnhaus und quer anschließender Stallscheune. Das Wohngeschoss ist auf einem hohen Sockelgeschoss mit zwei rundbogige Zugänge als Fachwerkbau errichtet. Das Fachwerk besitzt kräftige Eckständer mit markanter Verstrebung und eine profilierte Giebelschwelle unter dem Satteldach. | 1. Hälfte 19. Jahrhundert    | 904 DDB    |
| Hofanlage       | Hofanlage                                      | Zell, Gronauer Straße 124 LageFlur: 1, Flurstück: 262/2                                   | Ortstypische kleinbäuerliche Hofanlage mit ursprünglich giebelständigem eingeschossigen Wohnhaus und parallel stehender Scheune mit Fachwerkkniestock. Das Wohnhaus auf hohem Sockel mit rundbogiger Kellereingang. Die in den 1920er Jahren erfolgte Aufstockung quer zum Ursprungsgiebel lässt das Haus jetzt traufständig erscheinen. Der Aufbau ist holzverkleidet und besitzt einen zentralen Spitzgiebel. | Mitte 19. Jahrhundert        | 917 DDB    |
| weitere Bilder  | Wohnhaus                                       | Zell, Gronauer Straße 129 LageFlur: 1, Flurstück: 241/2                                   | Giebelständiges, dreigeschossiges Fachwerkwohnhaus mit Satteldach. Das konstruktive ursprünglich zweigeschossige Fachwerkgerüst wurde nachträglich um ein Geschoss erhöht. | um 1800                      | 918 DDB    |
| weitere Bilder  | Dreiseitenhofanlage                            | Zell, Gronauer Straße 141 LageFlur: 1, Flurstück: 219                                     | Die dreiseitige Hofanlage ist zu Straße mit parallelem Bachlauf geöffnet. Das zweigeschossige Wohnhaus ist als konstruktiver Fachwerkbau mit kräftigen Eckständern, symmetrisch angeordneten Mann-Figuren und sparsam profilierter Obergeschossschwelle ohne Schmuck ausgeführt. Auf dem Satteldach befinden sich später aufgesetzte Schleppgaupen. Die Fenster der Wohngeschosse mit Klappläden und hofseitig befindet sich eine zweiläufige Treppenanlage mit Pultverdachung. Quer zum Wohnhaus steht hinter dem Hof mit Sandsteinbrunnen die große Stallscheune. Gegenüber dem Wohnhaus ein zweites, kleineres Fachwerkgebäude das vermutlich als Alterssitz diente. Das großbäuerliche Anwesen ist ein hervorragendes Beispiel einer Hofanlage aus der ersten Hälfte des 19. Jahrhunderts. | 1836                         | 905 DDB    |
| weitere Bilder  | Hofanlage                                      | Zell, Gronauer Straße 149, Meerbach LageFlur: 1, Flurstück: 222/2, 381                    | Dreiseitige Hofanlage am Bogen des Meerbaches. Das eingeschossig Wohnhaus steht auf einem hohen massivem Sockel und ist in konstruktivem Fachwerk mit Satteldach errichtet. Hofseitig besitzt es eine breite Schleppgaupe. Die verputzte, winkelförmig Stallscheune steht dem Wohnhaus gegenüber. | 1814                         | 906 DDB    |
| Wohnhaus        | Wohnhaus                                       | Zell, Gronauer Straße 151A LageFlur: 1, Flurstück: 223/3                                  | Giebelständiges, zweistöckiges, von der Straße abgerücktes Wohnhaus über hohem Kellergeschoss mit zwei rundbogigen Eingängen errichtet. Das Gebäude ist vollständig verputzt, jedoch wird unter dem Putz Fachwerk aus der zweiten Hälfte des 18. Jahrhunderts vermutet. | 2. Hälfte 18. Jahrhundert    | 908 DDB    |
| Gaststätte      | Gaststätte                                     | Zell, Gronauer Straße 152 LageFlur: 1, Flurstück: 199/3                                   | Das ehemalige Wohnhaus einer Hofreite wird heute als Gaststätte genutzt. Es handelt sich um einen eingeschossigen Fachwerkbau über hohem, massivem Kellergeschoss mit zwei rundbogigen Zugängen. Das konstruktive Fachwerk mit profilierter Giebelschwelle trägt ein Satteldach mit ursprünglich kleiner, heute vergrößerter, Schleppgaupe. | um 1800                      | 909 DDB    |
| Wohnhaus        | Wohnhaus                                       | Zell, Gronauer Straße 153 LageFlur: 1, Flurstück: 225                                     | Das ehemalige Wohnhaus einer Hofreite wurde als eingeschossiger Fachwerkbau über hohem, massiven Kellergeschoss mit zwei rundbogigen Zugängen errichtet. Das konstruktive Fachwerk mit profilierter Giebelschwelle trägt ein Satteldach und ist ein typischer Vertreter der Bauweise der Zeit. | Frühes 19. Jahrhundert       | 910 DDB    |
| Wohnhaus        | Wohnhaus                                       | Zell, Gronauer Straße 155 LageFlur: 1, Flurstück: 233/1                                   | Eingeschossiges Fachwerkgebäude ohne Unterkellerung mit steilem Satteldach. Die Ausführung des konstruktiven Fachwerks mit vergleichsweise kräftigen Ständern und Streben ist schlicht und mit vortretender profilierter Giebelschwelle versehen. Im 19. Jahrhundert wurde hofseitig im Dach ein Zwerchhaus mit Satteldach aufgesetzt. Das Gebäude gilt als bau- und siedlungsgeschichtlich besonders bedeutend. | 18. Jahrhundert              | 911 DDB    |
| weitere Bilder  | Ehem. Mühle (Sägemühle)                        | Zell, Gronauer Straße 157 LageFlur: 1, Flurstück: 230/1                                   | Der älteste Mühlenstandort von Zell wird durch die Inschrift 1607 in einem Eingangsboden eines Nebengebäudes belegt. Das heute erhaltene Wohngebäude wurde 1727 begonnen und 1897 erweitert, die Mühle wurde 1938 endgültig stillgelegt. Das zweigeschossige Gebäude steht auf einem hohen Massivsockel und zeigt ein dünnes, aber vergleichsweise reiches Schmuckfachwerk mit Mann-Konfigurationen, Rauten in den Brüstungsgefachen, gebogene Streben sowie gekreuzte Rauten im Giebel. | 1727                         | 912 DDB    |
| Friedhof        | Friedhof                                       | Zell, Gronauer Straße 182 LageFlur: 1, Flurstück: 178                                     | Vor 1876 wurde für Zell der Friedhof von Bensheim bzw. von Gronau benutzt. Erhaltenswert aus ortsgeschichtlicher und künstlerischer Sicht sind vier Grabmäler aus der Zeit des Ersten Weltkriegs. | 1876                         | 919 DDB    |
| Bild gesucht BW | Gesamtanlage Unterviertel                      | Zell, Gronauer Straße 56–78 und 55–73, Hemsbergweg 1 und 2–6, Im Kappelgrund 1 und 2 Lage | Die Gesamtanlage umfasst den westlichen Teil des Straßendorfes Zell. Dieser Bereich, auch Unterviertel genannt, hat durch die beiden abzweigenden Straßen und wegen des sich breiter ausdehnenden Tals den Charakter eines Haufendorfes erhalten. |                              | 924 DDB    |
| weitere Bilder  | Bismarckturm, Hemsbergturm                     | Zell, Hemsbergweg 30, Im oberen Hemsberg LageFlur: 3, 8, Flurstück: 23/1, 516/3           | Ein 19 Meter hoher, runder Aussichtsturm aus Granit auf dem 263 m hohen Hemsberg südöstlich Bensheims. Nach Nordosten ist ein Erker mit Satteldach aufgesetzt und nordwestlich steht ein zweigeschossiger Anbau mit Walmdach. Errichtet wurde er für die Bensheimer Sektion des Odenwaldklubs. Heute ist er vom Wald weitgehend verdeckt. | 1902                         | 28621 DDB  |
| Wegweiserstein  | Wegweiserstein                                 | Zell, Vorm Wald (bei Hambacher Weg) LageFlur: 4, Flurstück: 4/1                           | Der vermutlich älteste Wegweiserstein im Kreis Bergstraße ist ein viereckiger ca. 70 cm hoher Sandstein. Auf drei Seiten eine Hand mit ausgestrecktem Zeigefinger und darüber in lateinischer Großschrift: Weg nach Unter-Hambach, Weg nach Zell und Weg nach Ober-Hambach. | um 1800                      | 28887 DDB  |

## Ehemalige Kulturdenkmäler
| Bild            | Bezeichnung                   | Lage                                                    | Beschreibung                                                                           | Bauzeit                   | Objekt-Nr. |
| --------------- | ----------------------------- | ------------------------------------------------------- | -------------------------------------------------------------------------------------- | ------------------------- | ---------- |
| Bild gesucht BW | Wohnhaus, Gronauer Straße 150 | Zell, Gronauer Straße 150 LageFlur: 1, Flurstück: 199/3 | Der zweigeschossige, giebelständige Fachwerkbau mit Satteldach wurde 2002 abgebrochen. | 2. Hälfte 18. Jahrhundert | DDB        |